# UNRRA
United Nations Relief and Rehabilitation Administration eller blot UNRRA var FN's hjælpe- og genopbygningsorganisation efter 2. verdenskrig. Organisationen blev grundlagt i 1943 med det formål at hjælpe områder, der blev befriet fra Aksemagterne og blev en del af FN i forbindelse med FN's grundlæggele i 1945. 
UNRRA hjalp omkring 8 millioner flygtninge under og kort efter 2. verdenskrig. Organisationen indstillede sine opgaver i Europa i 1947 og i Asien i 1949, hvorefter den blev nedlagt. Dens opgaver blev herefter overført til flere forskellige FN-organer, heriblandt IRO, den internationale flygtningeorganisation.
| Myndighed | Spire Denne artikel om en offentlig myndighed er en spire som bør udbygges. Du er velkommen til at hjælpe Wikipedia ved at udvide den. |